# Championnats d'Europe de badminton 1998
Navigation
Herning 1996 Glasgow 2000
Les championnats d'Europe de badminton 1998, seizième édition des championnats d'Europe de badminton, ont lieu du 18 au 25 avril 1998 à Sofia, en Bulgarie.

## Médaillés
| Épreuve       | Or                            | Argent                              | Bronze                                  |
| ------------- | ----------------------------- | ----------------------------------- | --------------------------------------- |
| Simple hommes | Peter Gade                    | Kenneth Jonassen                    | Peter Rasmussen                         |
| Simple hommes | Peter Gade                    | Kenneth Jonassen                    | Poul-Erik Høyer Larsen                  |
| Simple dames  | Camilla Martin                | Kelly Morgan                        | Mette Sørensen                          |
| Simple dames  | Camilla Martin                | Kelly Morgan                        | Mette Pedersen                          |
| Double hommes | Chris Hunt / Simon Archer     | Pär-Gunnar Jonsson / Peter Axelsson | Jon Holst Christensen / Michael Søgaard |
| Double hommes | Chris Hunt / Simon Archer     | Pär-Gunnar Jonsson / Peter Axelsson | Nathan Robertson / Julian Robertson     |
| Double dames  | Rikke Olsen / Marlene Thomsen | Majken Vange / Ann Jørgensen        | Joanne Goode / Donna Kellogg            |
| Double dames  | Rikke Olsen / Marlene Thomsen | Majken Vange / Ann Jørgensen        | Erica van den Heuvel / Monique Hoogland |
| Double mixte  | Michael Søgaard / Rikke Olsen | Michael Keck / Erica van den Heuvel | Simon Archer / Joanne Goode             |
| Double mixte  | Michael Søgaard / Rikke Olsen | Michael Keck / Erica van den Heuvel | Jon Holst Christensen / Ann Jørgensen   |
| Par équipes   | Danemark                      | Angleterre                          | Suède                                   |

## Tableau des médailles
| Rang | Pays           | Médaille d'or | Médaille d'argent | Médaille de bronze | Total |
| ---- | -------------- | ------------- | ----------------- | ------------------ | ----- |
| 1    | Danemark       | 5             | 2                 | 6                  | 13    |
| 2    | Angleterre     | 1             | 1                 | 3                  | 5     |
| 3    | Pays-Bas       | 0             | 1                 | 1                  | 2     |
| 3    | Suède          | 0             | 1                 | 1                  | 2     |
| 5    | Allemagne      | 0             | 1                 | 0                  | 1     |
| 5    | Pays de Galles | 0             | 1                 | 0                  | 1     |